# Alsafi
Alsafi (sigma Draconis) is een ster met een afstand van 18,8 lichtjaar in het sterrenbeeld Draak (Draco). De ster met spectraalklasse K0V heeft een schijnbare magnitude van 4,7.